# Manihot
Manihot es un género de plantas de la familia Euphorbiaceae, con 98 especies en América tropical y cálida. El miembro más conspicuo del género es Manihot esculenta (yuca, mandioca, casava o casabe). Comprende 264 especies descritas y de estas solo 107 aceptadas.

## Descripción
Son árboles, arbustos, bejucos o hierbas perennes, raíces frecuentemente tuberosas, tallos con látex; plantas monoicas. Hojas palmatilobadas, raramente enteras, eglandulares; largamente pecioladas, estipuladas. Inflorescencias paniculadas o racemosas, terminales, axilares o supraaxilares, cáliz petaloide, flores apétalas; flores estaminadas con cáliz obviamente gamofilo, lobos imbricados, disco intrastaminal, entero o lobado, estambres 10, filamentos libres, pistilodio rudimentario o ausente; flores pistiladas largamente pediceladas, cáliz profundamente 5-lobado, disco pulviniforme, ovario 3-locular, a veces acostillado o alado, 1 óvulo por lóculo, estilos basalmente connados, dilatados o lacerados. Fruto capsular; semillas lisas, carunculadas.

## Ecología
Las especies de Manihot son utilizadas como alimento por las larvas de algunas especies del orden Lepidoptera incluyendo Endoclita sericeus e Hypercompe hambletoni.

## Taxonomía
El género fue descrito por Philip Miller y publicado en The Gardeners Dictionary...Abridged...fourth edition vol. 2, en 1754.

#### Etimología
Manihot: nombre genérico descrito inicialmente en la especie Jatropha manihot por Carlos Linneo y publicado en Species Plantarum 2: 1007, en 1753, nombre latinizado que proviene de los vocablos en tupí antiguo maⁿdiʔoka o manioca y en guaraní mandihó, mandihók, mandiog, manihó o manihók, usados como nombres vernáculos para designar a la especie Manihot esculenta en Brasil.

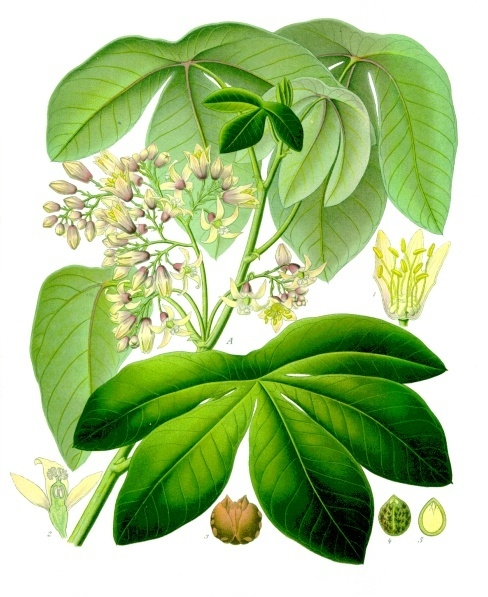
Ilustración de Manihot glaziovii Müll. Arg., Syn.: Manihot carthaginensis subsp. glaziovii (Müll. Arg.) Allem.

## Especies aceptadas
A continuación se brinda un listado de las especies del género Manihot aceptadas hasta marzo de 2014, ordenadas alfabéticamente. Para cada una se indica el nombre binomial seguido del autor, abreviado según las convenciones y usos.

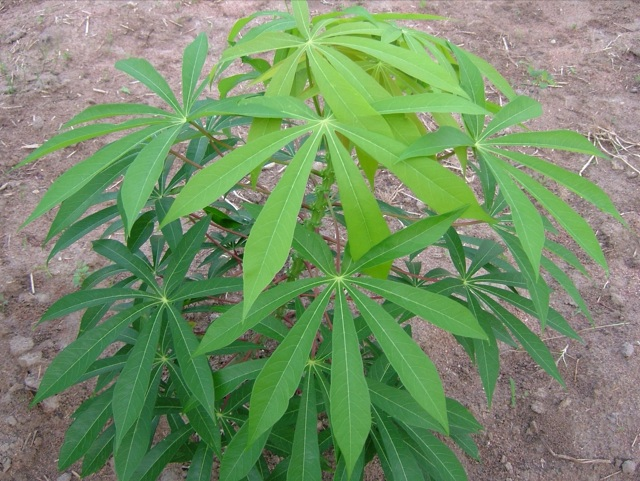
Manihot esculenta

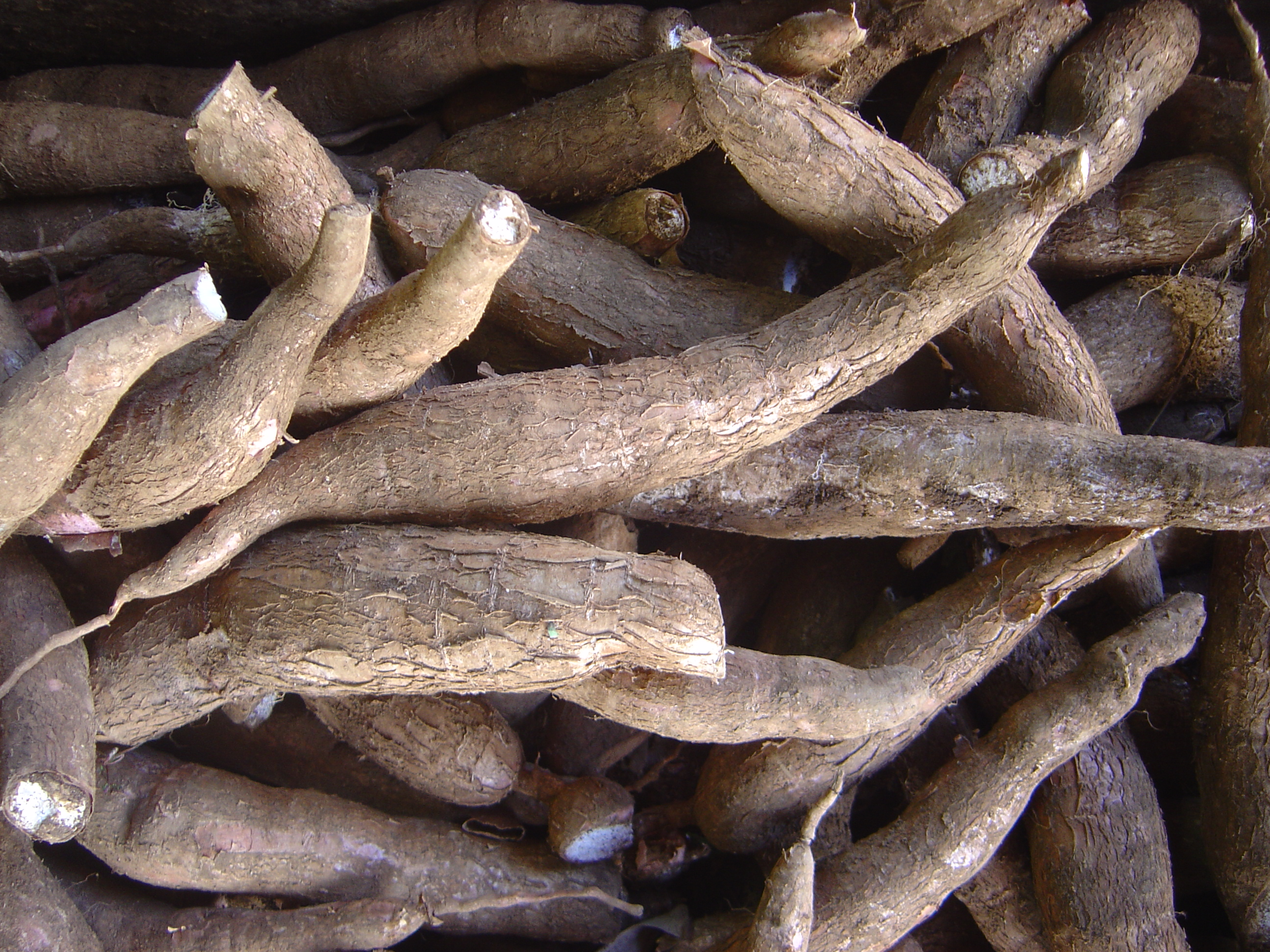
Raíces de M. esculenta

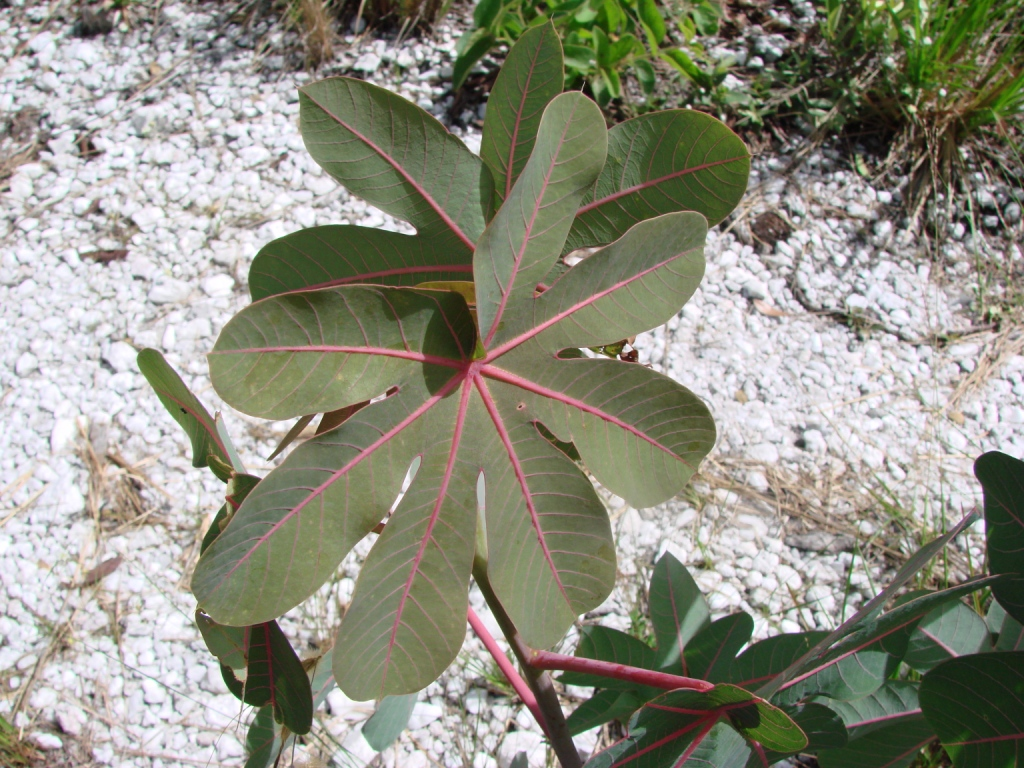
Manihot peltata

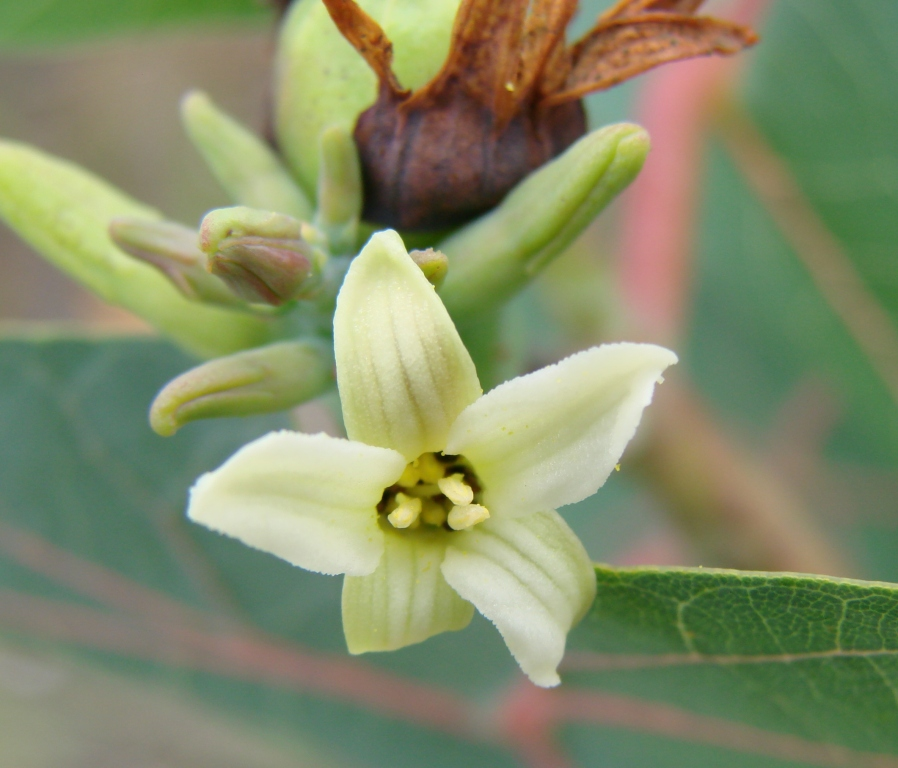
Flor de M. peltata

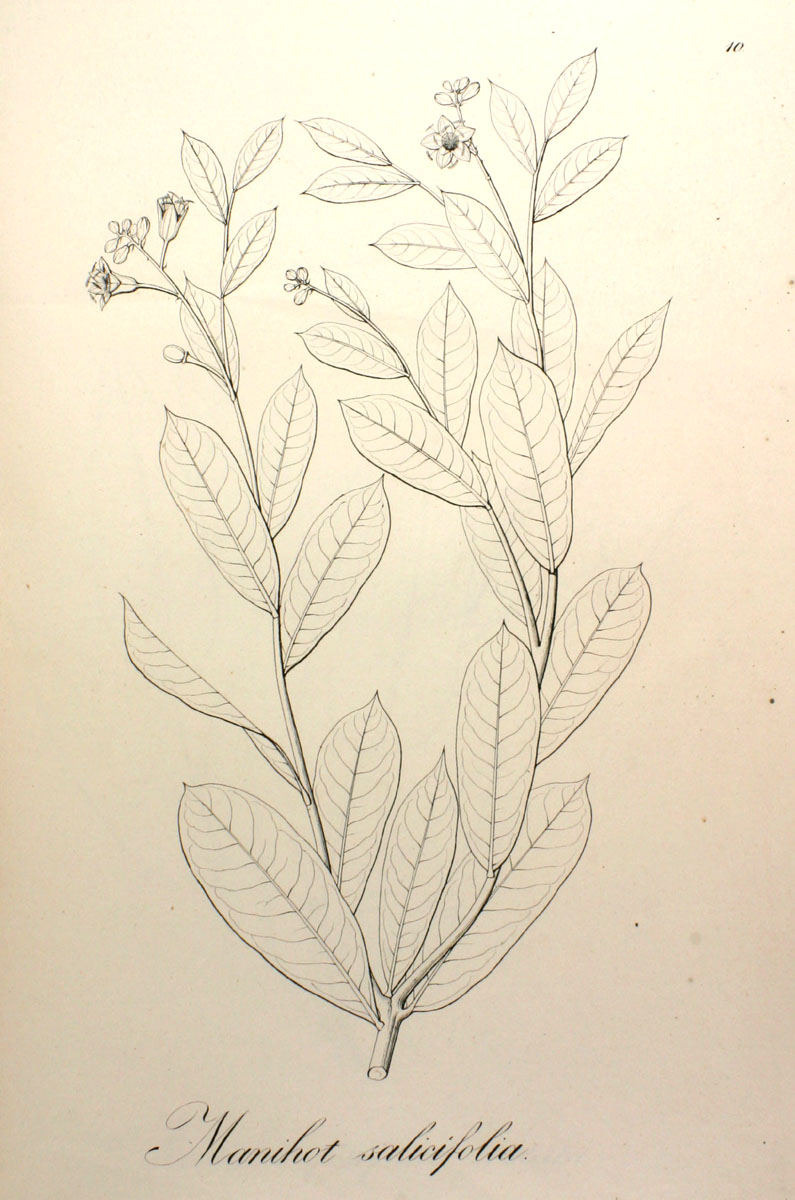
Ilustración de Manihot salicifolia

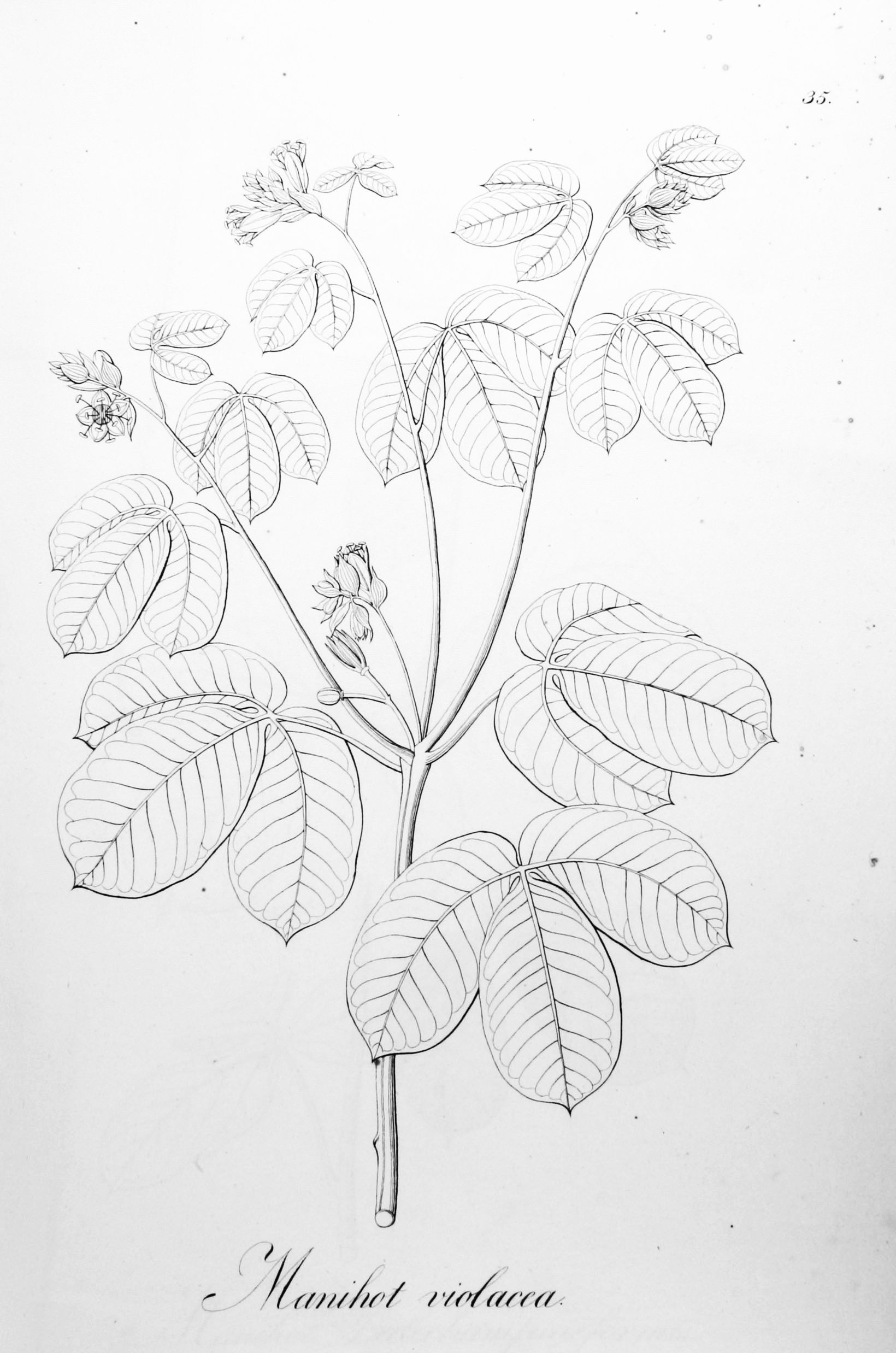
Ilustración de Manihot violacea

- Manihot acuminatissima Müll.Arg. in C.F.P.von Martius & auct. suc. (eds.), Fl. Bras. 11(2): 455 (1874).
- Manihot aesculifolia (Kunth) Pohl, Pl. Bras. Icon. Descr. 1: 55 (1827).
- Manihot alutacea D.J.Rogers & Appan, Fl. Neotrop. Monogr. 13: 130 (1973).
- Manihot angustiloba (Torr.) Müll.Arg. in A.P.de Candolle, Prodr. 15(2): 1073 (1866).
- Manihot anisophylla (Griseb.) Müll.Arg., J. Bot. 12: 230 (1874).
- Manihot anomala Pohl, Pl. Bras. Icon. Descr. 1: 27 (1827).
- Manihot attenuata Müll.Arg. in C.F.P.von Martius & auct. suc. (eds.), Fl. Bras. 11(2): 443 (1874).
- Manihot auriculata McVaugh, Brittonia 13: 190 (1961).
- Manihot baccata Allem, Int. J. Pl. Sci. 160: 181 (1999).
- Manihot brachyandra Pax & K.Hoffm. in H.G.A.Engler, Pflanzenr., IV, 147, XVI: 196 (1924).
- Manihot brachyloba Müll.Arg. in C.F.P.von Martius & auct. suc. (eds.), Fl. Bras. 11(2): 451 (1874).
- Manihot caerulescens Pohl, Pl. Bras. Icon. Descr. 1: 56 (1827).
- Manihot carthaginensis (Jacq.) Müll.Arg. in A.P.de Candolle, Prodr. 15(2): 1073 (1866). - yuca del Orinoco, yuquilla.[9]
- Manihot catingae Ule, Bot. Jahrb. Syst. 42: 221 (1908).
- Manihot caudata Greenm., Proc. Amer. Acad. Arts 32: 82 (1903).
- Manihot cecropiifolia Pohl, Pl. Bras. Icon. Descr. 1: 49 (1827).
- Manihot chlorosticta Standl. & Goldman, Contr. U. S. Natl. Herb. 13: 375 (1911).
- Manihot compositifolia Allem, Revista Brasil. Biol. 49: 650 (1989 publ. 1990).
- Manihot condensata D.J.Rogers & Appan, Fl. Neotrop. Monogr. 13: 100 (1973).
- Manihot corymbiflora Pax & K.Hoffm. in H.G.A.Engler, Pflanzenr., IV, 147, II: 80 (1910).
- Manihot crassisepala Pax & K.Hoffm. in H.G.A.Engler, Pflanzenr., IV, 147, II: 28 (1910).
- Manihot crotalariiformis Pohl, Pl. Bras. Icon. Descr. 1: 24 (1827).
- Manihot davisiae Croizat, J. Arnold Arbor. 23: 224 (1942).
- Manihot diamantinensis Allem, Revista Brasil. Biol. 49: 658 (1989 publ. 1990).
- Manihot dichotoma Ule, Tropenpflanzer 11: 863 (1907).
- Manihot divergens Pohl, Pl. Bras. Icon. Descr. 1: 41 (1827).
- Manihot epruinosa Pax & K.Hoffm. in H.G.A.Engler, Pflanzenr., IV, 147, XVI: 196 (1924).
- Manihot falcata D.J.Rogers & Appan, Fl. Neotrop. Monogr. 13: 125 (1973).
- Manihot filamentosa Pittier, J. Wash. Acad. Sci. 20: 11 (1930).
- Manihot flemingiana D.J.Rogers & Appan, Fl. Neotrop. Monogr. 13: 143 (1973).
- Manihot foetida (Kunth) Pohl, Pl. Bras. Icon. Descr. 1: 55 (1827). - ayotequeli, mercimarona de México.[9]
- Manihot fruticulosa (Pax) D.J.Rogers & Appan, Fl. Neotrop. Monogr. 13: 149 (1973).
- Manihot gabrielensis Allem, Revista Brasil. Biol. 49: 653 (1989 publ. 1990).
- Manihot glaziovii Müll.Arg.
- Manihot gracilis Pohl, Pl. Bras. Icon. Descr. 1: 23 (1827).
- Manihot grahamii Hook., Hooker's Icon. Pl. 11: t. 530 (1843).
- Manihot guaranitica Chodat & Hassl., Bull. Herb. Boissier, II, 5: 671 (1905).
- Manihot handroana Cruz, Brogantia 26: 318 (1967).
- Manihot hassleriana Chodat, Bull. Herb. Boissier, II, 5: 672 (1905).
- Manihot heptaphylla Ule, Tropenpflanzer 11: 863 (1907).
- Manihot hilariana Baill., Adansonia 4: 282 (1864).
- Manihot hunzikeriana Mart.Crov., Bonplandia (Corrientes) 1: 273 (1964).
- Manihot inflata Müll.Arg. in C.F.P.von Martius & auct. suc. (eds.), Fl. Bras. 11(2): 450 (1874).
- Manihot irwinii D.J.Rogers & Appan, Fl. Neotrop. Monogr. 13: 137 (1973).
- Manihot jacobinensis Müll.Arg., Linnaea 34: 205 (1865). Syn.: Manihot occidentalis Muell. Arg., Manihot rigidifolia Pax & K. Hoffmann
- Manihot janiphoides Müll.Arg. in C.F.P.von Martius & auct. suc. (eds.), Fl. Bras. 11(2): 480 (1874).
- Manihot jolyana Cruz, Brogantia 24: 360 (1965).
- Manihot leptophylla Pax & K.Hoffm. in H.G.A.Engler, Pflanzenr., IV, 147, II: 57 (1910).
- Manihot longipetiolata Pohl, Pl. Bras. Icon. Descr. 1: 25 (1827).
- Manihot maguireana D.J.Rogers & Appan, Fl. Neotrop. Monogr. 13: 161 (1973).
- Manihot maracasensis Ule, Bot. Jahrb. Syst. 42: 221 (1908).
- Manihot marajoara Huber, Bol. Mus. Goeldi Hist. Nat. Ethnogr. 5: 120 (1908).
- Manihot mcvaughii V.W.Steinm., Contr. Univ. Michigan Herb. 24: 184 (2005).
- Manihot membranacea Pax & K.Hoffm. in H.G.A.Engler, Pflanzenr., IV, 147, III: 111 (1911).
- Manihot michaelis McVaugh, Brittonia 13: 190 (1961).
- Manihot mirabilis Pax in H.G.A.Engler, Pflanzenr., IV, 147, II: 91 (1910).
- Manihot mossamedensis Taub., Bot. Jahrb. Syst. 21: 442 (1896).
- Manihot nana Müll.Arg. in C.F.P.von Martius & auct. suc. (eds.), Fl. Bras. 11(2): 448 (1874).
- Manihot neusana Nassar, Ci. & Cult. 38: 340 (1986).
- Manihot nogueirae Allem, Revista Brasil. Biol. 49: 656 (1989 publ. 1990).
- Manihot oaxacana D.J.Rogers & Appan, Fl. Neotrop. Monogr. 13: 46 (1973).
- Manihot obovata J.Jiménez Ram., Anales Inst. Biol. Univ. Nac. Autón. México, Bot. 60: 52 (1990).
- Manihot oligantha Pax & K.Hoffm. in H.G.A.Engler, Pflanzenr., IV, 147, II: 53 (1910).
- Manihot orbicularis Pohl, Pl. Bras. Icon. Descr. 1: 20 (1827).
- Manihot palmata Müll.Arg. in A.P.de Candolle, Prodr. 15(2): 1062 (1866).
- Manihot pauciflora Brandegee, Univ. Calif. Publ. Bot. 4: 89 (1910).
- Manihot paviifolia Pohl, Pl. Bras. Icon. Descr. 1: 52 (1827).
- Manihot peltata Pohl, Pl. Bras. Icon. Descr. 1: 18 (1827).
- Manihot pentaphylla Pohl, Pl. Bras. Icon. Descr. 1: 53 (1827).
- Manihot peruviana Müll.Arg., Linnaea 34: 206 (1865).
- Manihot pilosa Pohl, Pl. Bras. Icon. Descr. 1: 55 (1827).
- Manihot pohliana Müll.Arg. in C.F.P.von Martius & auct. suc. (eds.), Fl. Bras. 11(2): 464 (1874).
- Manihot pohlii Wawra, Flora 47: 252 (1864).
- Manihot populifolia Pax in H.G.A.Engler, Pflanzenr., IV, 147, II: 93 (1910).
- Manihot pringlei S.Watson, Proc. Amer. Acad. Arts 26: 148 (1891).
- Manihot procumbens Müll.Arg., Linnaea 34: 206 (1865).
- Manihot pruinosa Pohl, Pl. Bras. Icon. Descr. 1: 28 (1827). Syn.: Manihot pseudopruinosa Pax & K.Hoffmann., Manihot burchellii Muell., Jatropa pruinosa Steudel
- Manihot pseudoglaziovii Pax & K.Hoffm. in H.G.A.Engler, Pflanzenr., IV, 147, XVI: 196 (1924).
- Manihot purpureocostata Pohl, Pl. Bras. Icon. Descr. 1: 19 (1827).
- Manihot pusilla Pohl, Pl. Bras. Icon. Descr. 1: 36 (1827).
- Manihot quinquefolia Pohl, Pl. Bras. Icon. Descr. 1: 56 (1827). Syn.: Jatropa quinquefolia Steudel
- Manihot quinqueloba Pohl, Pl. Bras. Icon. Descr. 1: 21 (1827).
- Manihot quinquepartita Huber ex D.J.Rogers & Appan, Fl. Neotrop. Monogr. 13: 196 (1973).
- Manihot reniformis Pohl, Pl. Bras. Icon. Descr. 1: 56 (1827). Syn.; Jatropa reniformis Steudel
- Manihot reptans Pax in H.G.A.Engler, Pflanzenr., IV, 147, II: 30 (1910).
- Manihot rhomboidea Müll.Arg., Linnaea 34: 205 (1865).
- Manihot rubricaulis I.M.Johnst., Contr. Gray Herb. 68: 90 (1923).
- Manihot sagittatopartita Pohl, Pl. Bras. Icon. Descr. 1: 22 (1827). Syn. Jatropha sagittato-partita Steudel
- Manihot salicifolia Pohl, Pl. Bras. Icon. Descr. 1: 18 (1827).
- Manihot sparsifolia Pohl, Pl. Bras. Icon. Descr. 1: 26 (1827).
- Manihot stipularis Pax in H.G.A.Engler, Pflanzenr., IV, 147, II: 50 (1910).
- Manihot stricta Baill., Adansonia 4: 282 (1864).
- Manihot subspicata D.J.Rogers & Appan, Fl. Neotrop. Monogr. 13: 62 (1973).
- Manihot surinamensis D.J.Rogers & Appan, Fl. Neotrop. Monogr. 13: 80 (1973).
- Manihot takape De Egea Elsam, Peña-Chocarro, Mereles & Céspedes, PhytoKeys 103: 1-12 (2018).
- Manihot tenella Müll.Arg. in C.F.P.von Martius & auct. suc. (eds.), Fl. Bras. 11(2): 484 (1874).
- Manihot tomatophylla Standl., Amer. Midl. Naturalist 36: 178 (1946).
- Manihot tomentosa Pohl, Pl. Bras. Icon. Descr. 1: 50 (1827).
- Manihot triloba (Sessé) McVaugh ex Miranda, Bol. Soc. Bot. México 29: 38 (1965).
- Manihot tripartita (Spreng.) Müll.Arg. in A.P.de Candolle, Prodr. 15(2): 1068 (1866).
- Manihot triphylla Pohl, Pl. Bras. Icon. Descr. 1: 37 (1827).
- Manihot tristis Müll.Arg. in C.F.P.von Martius & auct. suc. (eds.), Fl. Bras. 11(2): 449 (1874).
- Manihot variifolia Pax & K.Hoffm. in H.G.A.Engler, Pflanzenr., IV, 147, II: 85 (1910).
- Manihot violacea Pohl, Pl. Bras. Icon. Descr. 1: 43 (1827).
- Manihot walkerae Croizat, Bull. Torrey Bot. Club 69: 452 (1942).
- Manihot websteri D.J.Rogers & Appan, Fl. Neotrop. Monogr. 13: 72 (1973).
- Manihot weddelliana Baill., Adansonia 4: 281 (1864).
- Manihot xavantinensis D.J.Rogers & Appan, Fl. Neotrop. Monogr. 13: 124 (1973).
- Manihot zehntneri Ule, Bot. Jahrb. Syst. 50(114): 10 (1914).